# Хэй, Джордж, 1-й граф Кинньюл
Джордж Хэй, 1-й граф Кинньюл (англ. George Hay, 1st Earl of Kinnoull; 1570 — 16 декабря 1634) — шотландский дворянин и политический деятель.

## Биография
Второй сын Питера Хэя из Меггинча (? — 1596) и Маргарет, дочери Патрика Огилви из Инчмартина. Дата его рождения не указана, но он был крещен 4 декабря 1570 года.
Около 1588 года Джордж Хэй поступил в Шотландский колледж в Дуэ, где учился у своего дяди Эдмунда Хэя до 1596 года. Первоначально он был представлен ко двору своим двоюродным братом, Джеймсом Хэем, 1-м графом Карлайлом. Хэй служил джентльменом в опочивальне с 1596 года. 18 февраля 1598 года ему был пожалован картезианский приорат Перта и место в парламенте, но, посчитав арендную плату слишком низкой, чтобы жить на нее, он вернул титул пэра.
15 ноября 1600 года он получил землю за свои услуги королю по случаю заговора Гоури. Он был посвящен в рыцари незадолго до 18 октября 1607 года, когда впервые появился в записях как сэр Джордж Хэй. 26 марта 1616 года он был назначен лордом регистратором и членом Тайного совета. Он сыграл важную роль в принятии Пяти статей Перта в 1618 году.
В 1619 году Тайный совет Шотландии написал королю Якову, чтобы защитить интересы Хэя в производстве стекла и железа в Шотландии, утверждая, что шотландское стекло должно продаваться в Англии без таможенных пошлин.
9 июля 1622 года он был назначен лордом-канцлером и хранителем Великой печати. 19 июля 1625 года ему были переданы земли Оркнейского графства.
7 мая 1625 года он присутствовал на похоронах Якова VI и Меня в Лондоне и был приведен к присяге в качестве члена шотландского тайного совета Карла I. Он был назначен 1-м виконтом Дапплином и 1-м лордом Хэем из Кинфаунса 4 мая 1627 года.
В сентябре 1629 года он был сборщиком налогов в Шотландии. Он обнаружил, что Мари Стюарт, «миледи Марр», получила сундук, содержащий важные документы, касающиеся налогов, которые хранились у покойного Арчибальда Примроуза, секретаря налоговой службы. Она столкнулась с некоторыми трудностями при передаче документов и находилась далеко от Эдинбурга, на севере Шотландии.
25 мая 1633 года он был назначен 1-м графом Кинньюлом по случаю коронации короля Карла Стюарта в Шотландии.
Он сопротивлялся королевским правилам для лордов сессии (1626) и поддержал прецедент над архиепископом Сент-Эндрюсом.
В 1626 году он начал страдать от старости. Было отмечено, что он отсутствовал на Совете в июле 1626 года, так как очень сильно страдал от «боли подагры». Два года спустя была отмечена его «известная немощь и слабость».
В декабре 1634 года 64-летний граф Кинньюл скончался от апоплексического удара в Лондоне и был похоронен в приходской церкви Кинньюла, в которой в его честь был установлен памятник.

## Брак
До 15 ноября 1595 года он женился на Маргарет Халибертон (? — 4 апреля 1633), дочери сэра Джеймса Халибертона из поместья Питкур. У них было трое детей:
- Сэр Питер Хэй (умер в 1621), не женат
- Джордж Хэй, 2-й граф Кинньюл (умер в 1644 году), второй сын и преемник отца
- Леди Маргарет Хэй, замужем за Александром Линдси, 2-м лордом Спайни (ок. 1597—1646).

## Титулатура
- 1-й граф Кинньюл (с 25 мая 1633)
- 1-й виконт Дапплин (с 4 мая 1627)
- 1-й лорд Хэй из Кинфаунса (с 4 мая 1627)